# Ruido eléctrico
Se denomina ruido eléctrico a todas aquellas señales de interferencias, de origen eléctrico, no deseadas y que están unidas a la señal principal, o útil, de manera que la pueden alterar, produciendo efectos que pueden ser más o menos perjudiciales.
Cuando la señal principal es analógica, el ruido será perjudicial en la medida que lo sea su amplitud respecto a la señal principal.
Cuando las señales son digitales, si el ruido no es capaz de producir un cambio de estado, dicho ruido será irrelevante, sin descartar que el ruido nunca se puede eliminar en su totalidad.
La principal fuente de ruido es la red que suministra la energía eléctrica, y lo es porque alrededor de los conductores se produce un campo magnético a la frecuencia de 50 o 60 Hz. Además, por estos conductores se propagan los parásitos o el ruido producido por otros dispositivos eléctricos o electrónicos.
Existen algunas perturbaciones, como el rayo, que son capaces de actuar desde una gran distancia del lugar que se produce, por ejemplo, al caer sobre una línea de alta tensión.
De todas formas, las perturbaciones más perjudiciales son las que se producen interiormente o muy cerca de la instalación. Normalmente, son picos y oscilaciones de tensión causados por bruscas variaciones de intensidad en el proceso de conexión y desconexión de los dispositivos de mayor consumo.
- Datos: Q6113577